# Rachel Jana'it Ben Cvi
Rachel Janajit Ben Cvi (hebrejsky רחל ינאית בן-צבי‎, rodným jménem Golda Lišansky; 3. května 1886 – 16. listopadu 1979) byla izraelskou první dámou, spisovatelkou, pedagožkou a jednou z předních představitelek dělnického sionismu. Jejím manželem byl druhý izraelský prezident Jicchak Ben Cvi.

## Biografie
Narodila se v roce 1886 ve městě Malin v carském Rusku (dnešní Ukrajina) pod jménem Golda Lišansky. Angažovala se v levicové sionistické straně Poalej Cijon. V roce 1908 podnikla aliju do Palestiny, která byla tehdy ještě pod nadvládou Osmanské říše. V Palestině se stala jednou z vůdkyň druhé aliji. V té době si hebraizovala jméno na Rachel Janajit. Byla aktivní v organizaci dělníků a organizaci židovských hlídek ha-Šomer. V roce 1918 se provdala za Jicchaka Ben Cvi, taktéž aktivistu z Poalej Cijon a ha-Šomeru. Společně vychovali dva syny.
Po první světové válce založila v Jeruzalémě vzdělávací farmu; ta poskytovala vzdělání v oblasti zemědělství pro ženy. Byla jednou ze zakladatelů gymnázia Rechavja v Jeruzalémě a i nadále zůstala dělnickou aktivistkou. Byla aktivní rovněž v polovojenské organizaci Hagana a organizovala tajné aliji imigrantů přes Sýrii a Libanon.
Její syn Eli zemřel v březnu 1948 během války za nezávislost během bitvy o Bejt Kešet. Po založení Izraele se angažovala v absorpci židovských imigrantů z arabských zemí.
V roce 1952 byl její manžel zvolen izraelským prezidentem. Jako první dáma Izraele otevřela prezidentskou rezidenci lidem ze všech vrstev izraelské společnosti. Během manželova funkčního období psala o vzdělání a obraně a napsala rovněž autobiografii s názvem We Make Aliyah (hebrejsky: אנו עולים), která vyšla v roce 1961.
V roce 1978 jí byla udělena Izraelská cena za mimořádný přínos společnosti a Státu Izrael. Zemřela 16. listopadu 1979 a je pochována na jeruzalémském hřbitově Har ha-Menuchot.

## Dílo
- BEN CVI, Rachel Janajit. Before Golda: Manya Shochat : A Biography. New York: Biblio Press, 1989. 240 s. Dostupné online. ISBN 978-0930395070. (anglicky)